# Доказ
До́каз (дав.-гр. ἐνάργεια, лат. evidentia) — інформація, що підтверджує певне припущення. Можна виділити три основні значення цього терміна: епістемологічне, методологічне та етичне. Крім того в різних галузях науки та людської діяльності поняття доказу має різні відтінки значення (математичний доказ, філософський доказ, процесуальний доказ, логічний доказ).